# Indicatif régional 925

Carte de l'État de Californie avec les territoires de ses indicatifs régionaux. L'indicatif régional 925 est en rouge.

L'indicatif régional 925 est l'un des multiples indicatifs téléphoniques régionaux de l'État de Californie aux États-Unis.
Cet indicatif dessert l'est du comté d'Alameda et le comté de Contra Costa. Plus précisément, il dessert les villes de Concord, Walnut Creek, Livermore, Pleasanton,  San Ramon, Martinez, et Antioch. 
La carte ci-contre indique en rouge le territoire couvert par l'indicatif 925.
L'indicatif régional 925 fait partie du Plan de numérotation nord-américain.